# La 1/2 Docena
La 1/2 Docena là một nhóm hài kịch của Costa Rica được thành lập bởi Mario Chacon, Erik Hernández, Edgar Murillo và Daniel Moreno. Hai trong số các dự án của họ là El Show de La 1/2 Docena và La 1/2 Docena en el Teatro.